# 15년 3시간 전
"15년 3시간 전"은 1991년에 개봉한 대한민국의 영화이다.

## 캐스팅
- 안소희
- 한의석
- 한태일
- 조영이
- 나갑성
- 신병윤
- 박부양
- 강희주
- 김종현
- 문경화
- 장춘언
- 권오창
- 조태봉
- 김학기
- 조은혜
- 변효숙
- 김성희
- 김영태
- 엄경애
- 진건아
- 김대림